# Wolotschajewo
Wolotschajewo (russisch Волочаево, deutsch Raudonatschen, 1938 bis 1945 Kattenhof (Ostpr.), litauisch Raudonaičiai) ist ein Ort in der russischen Oblast Kaliningrad. Er gehört zur kommunalen Selbstverwaltungseinheit Stadtkreis Neman im Rajon Neman.

## Geographische Lage
Wolotschajewo liegt 22 Kilometer südöstlich der Kreisstadt Neman (Ragnit) an der Kommunalstraße 27K-051, welche die Regionalstraße 27A-033 (ex A198) bei Schmeljowo (Warnen) mit Malomoschaiskoje verbindet. Eine Bahnanbindung besteht nicht.

## Geschichte
Das ehemals Raudonatschen genannte kleine Gutsdorf wurde am 15. April 1874 namensgebend für einen Amtsbezirk, der – nach einer am 18. April 1939 erfolgten Umbenennung in „Amtsbezirk Kattenhof“ – bis 1945 bestand. Er gehörte bis 1922 zum Kreis Ragnit, danach zum Landkreis Tilsit-Ragnit im Regierungsbezirk Gumbinnen der preußischen Provinz Ostpreußen. Am 3. Juni 1938 würde der Ort in „Kattenhof (Ostpr.)“ umbenannt.
In Kriegsfolge kam der Ort 1945 mit dem gesamten nördlichen Ostpreußen zur Sowjetunion. Er erhielt 1950 die russische Bezeichnung „Wolotschajewo“ und wurde gleichzeitig in den Dorfsowjet Luninski selski Sowet eingeordnet. Etwa im Jahr 1997 gelangte der Ort in den Dorfbezirk Uljanowski selski okrug.
Von 2008 bis 2016 gehörte Wolotschajewo zur Landgemeinde Luninskoje selskoje posselenije und seither zum Stadtkreis Neman.

### Einwohnerentwicklung
| Jahr | Einwohner |
| ---- | --------- |
| 1910 | 201       |
| 1933 | 282       |
| 1939 | 269       |
| 2002 | 61        |
| 2010 | 41        |

### Amtsbezirk Raudonatschen/Kattenhof (1874–1945)
Der Amtsbezirk Raudonatschen, 1939 umbenannt in „Amtsbezirk Kattenhof“, bestand von 1874 bis 1945 und zählte anfangs sechs Orte, am Ende noch fünf:
| Name                                 | Änderungsname 1938 bis 1946 | Russischer Name          | Bemerkungen                                                                                         |
| ------------------------------------ | --------------------------- | ------------------------ | --------------------------------------------------------------------------------------------------- |
| Alt Stonupönen                       | Altstonen                   |                          | 1929 nach Kuttkuhnen eingegliedert                                                                  |
| Klein Raudonatschen                  |                             |                          | |
| Kuttkuhnen                           | Kuttenhof                   |                          | |
| Pautkandszen, seit 1916: Grüntal     |                             | Soletschnoje             | |
| Raudonatschen, Schäferei             |                             |                          | 1907 Umwandlung in den Gutsbezirk Insterfelde, 1928 in die Landgemeinde Raudonatschen eingegliedert |
| Raudonatschen, Gut                   | Kattenhof (Ostpr.)          | Wolotschajewo            | 1928 in die Landgemeinde Raudonatschen umgewandelt                                                  |
| vor 1931: Lepalothen, Ksp. Budwethen | Lindenweiler                | Scherbakowo, dann: Bobry | |
| vor 1931: Ballupönen                 | Löffkeshof                  | Ochotnitschje            | |

Am 1. Januar 1945 gehörten zum Amtsbezirk Kattenhof: Grüntal, Kattenhof, Kuttenhof, Lindenweiler und Löffkeshof.

## Kirche
Mehrheitlich war die Bevölkerung Raudonatschens resp. Kattenhofs vor 1945 evangelischer Konfession, und das Dorf war in das Kirchspiel der Kirche Kraupischken (der Ort hieß zwischen 1938 und 1946: Breitenstein, heute russisch: Uljanowo) eingepfarrt. Sie war Teil der Diözese Ragnit im Kirchenkreis Tilsit-Ragnit innerhalb der Kirchenprovinz Ostpreußen der Kirche der Altpreußischen Union. Heute liegt Wolotschajewo im Einzugsbereich der neu entstandenen evangelisch-lutherischen Gemeinde in Sabrodino (Lesgewangminnen, 1938 bis 1946 Lesgewangen) innerhalb der Propstei Kaliningrad (Königsberg) der Evangelisch-lutherischen Kirche Europäisches Russland.